# حالة الأمور (علم اجتماع)
حالة الأمور هي تلك المجموعة من الظروف التي تسري على المجتمع أو المجموعة في وقت محدد. ويمكن أن يتم اعتبار أن الحالة الحالية للأمور مقبولة من خلال العديد من المراقبين، ولكن ليس بالضرورة كلهم. ويمكن أن تمثل حالة الأمور تحديًا أو تكون معقدة، أو أن تحتوي على تعارض في المصالح. ويمثل الوضع الراهن الحالة الحالية للأمور. ويمكن أن تؤدي الصعوبات أو الاختلافات التي لا يتم حلها والمتعلقة بحالة الأمور إلى ظهور أزمات. وبشكل طبيعي، يفضل حل النزاعات، ويتم توفيره بشكل طبيعي، من خلال أشكال التفاعل الاجتماعي الشامل، مثل اتخاذ القرارات بالإجماع، التي تتوافق، ولكن ليس بالضرورة تشكل، نموذجًا للأسرة أو القبيلة بحيث يضم النطاق العام العالمي.
ويتم نشر المعارف والنقاشات الحالية حول حالة الأمور من خلال وسائل الإعلام.

## وصلات خارجية
- States of Affairs at Stanford Encyclopedia of Philosophy